# Liegnitzer BC Blitz 03
Liegnitzer BC Blitz 03 was een Duitse sportclub uit Liegnitz, dat sinds 1945 het Poolse Legnica is.

## Geschiedenis
Liegnitzer BC speelde vanaf 1923/24 in de tweede klasse van de Neder-Silezische competitie, de precieze oprichtingsdatum is niet meer bekend. In 1928 werd de club tweede in zijn groep achter SVgg Lüben en het jaar erna tweede achter SC Schlesien Haynau. In 1931 kon de club eindelijk groepswinnaar worden en plaatste zich voor de eindronde, waar ze kampioen werden. Er was geen rechtstreekse promotie, de kampioen moest het nog opnemen tegen de laatste uit de hoogste klasse. De club won uit tegen DSC Neusalz met 2-4, maar verloor dan thuis met dezelfde cijfers. Bij de derde beslissende wedstrijd bleef het 0-0 waarop beslist werd dat Neusalz in de hoogste klasse mocht blijven. Na een derde plaats in 1932 werd de club in 1933 opnieuw groepswinnaar, echter werd om een onbekende reden het tweede elftal van FC Blitz 03 Liegnitz, dat tweede geëindigd was naar de eindronde gestuurd. Na dit seizoen werd de competitie grondig geherstructureerd en de Zuidoost-Duitse voetbalbond met al zijn competities werd ontbonden. De clubs gingen in de Gauliga Schlesien spelen. Liegnitzer BC plaatste zich niet voor de Bezirksliga Niederschlesien, die nu de tweede klasse werd en moest in de Kreisklasse gaan spelen.
Na één seizoen fuseerde de club in 1934 met stadsrivaal FC Blitz 03 Liegnitz tot Liegnitzer BC Blitz 03. De club nam de plaats van Blitz 03 over in de Bezirksliga en eindigde op de vijfde plaats. De volgende drie seizoenen eindigde de club telkens op de derde plaats. Na een vijfde plaats in 1940 trok de club zich terug uit de competitie.
Na het einde van de oorlog werd Liegnitz een Poolse stad. De Duitsers werden verdreven en alle Duitse voetbalclubs werden ontbonden.